# Dinolarnaca
Dinolarnaca är ett släkte av insekter. Dinolarnaca ingår i familjen Gryllacrididae.
Kladogram enligt Catalogue of Life:
| Dinolarnaca | \| \| Dinolarnaca deinura \| \| \| \| \| \| Dinolarnaca furcilla \| \| \| \| |
|             | \| \| Dinolarnaca deinura \| \| \| \| \| \| Dinolarnaca furcilla \| \| \| \| |
|             | Dinolarnaca deinura                                                          |
|             |                                                                              |
|             | Dinolarnaca furcilla                                                         |
|             |                                                                              |